# Sasch
Sasch è stata un'azienda di abbigliamento italiana, con sede legale a Firenze, fondata alla fine degli anni ottanta nella stessa città fiorentina. L'azienda ha prodotto abbigliamento, abbigliamento sportivo, jeans e costumi da bagno di fascia media, sino al suo fallimento nel 2011. Da quel momento è un marchio inutilizzato.

## Storia

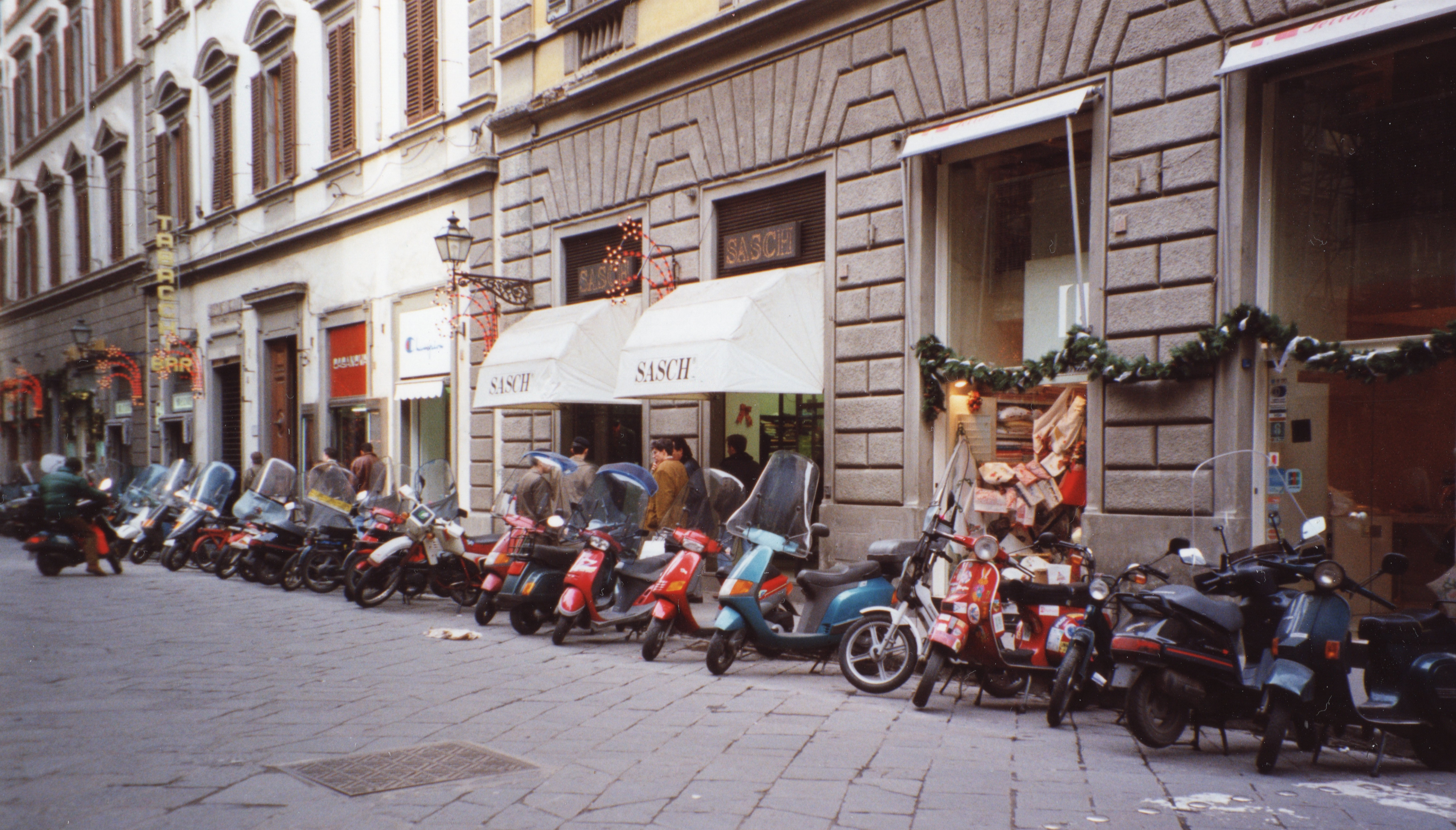
Negozio Sasch a Firenze, nel 1992

L'azienda contava – nel periodo di sua massima espansione – circa 250 boutique monomarca in tutto il mondo, di cui 120 in Italia; il primo punto vendita Sasch al di fuori dei confini nazionali è stato aperto in Messico nel 2006.
La sede di produzione e di smistamento dei prodotti importati era a Capalle, frazione di Campi Bisenzio, in via Albert Einstein 26.
Notevole è stato anche l'impegno nel campo dello sponsoring, nel tentativo di acquisire visibilità; dal 1993 la Sasch era uno degli sponsor dei concorsi di bellezza Miss Italia e Miss Italia nel mondo.
Il 17 ottobre 2011, il gruppo Sasch ha presentato istanza di fallimento, con la vendita, nel 2012, al dettaglio di tutto l'invenduto, al fine di tentare un recupero di fondi.
Il 19 settembre 2013 il marchio è stato comprato da una società russa per la cifra di 400.000 euro a fronte dei precedenti 2 milioni di euro che la curatela fallimentare ha tentato di incassare, nonostante i due tentativi falliti ha deciso di passare alle trattative dirette e così si stanno definendo gli estremi del loro accordo; intanto continua l'indagine penale che riguarda Roberto Cenni, persona chiave dell'azienda. Rimangono i debiti della società che ammontavano ad una cifra pari di 86 milioni di euro poi dimezzati dalla procura.
La sede di Capalle, dopo una serie di tentativi di vendita, è stata rilevata dal Gruppo Apollo, mentre l'area degli uffici di via Erbosa è stata demolita per far spazio ad una nuova sede di una cooperativa di vendita.